# Heinrich Boie (naturaliste)
Pour les articles homonymes, voir Heinrich Boie et Boie.
Heinrich ou Hendrik Boie est un naturaliste, né le 4 mai 1794 à Meldorf dans le duché de Holstein et mort le 4 septembre 1827 à Buitenzorg (aujourd'hui Bogor).
Il suit les cours de l'anthropologue et biologiste allemand Johann Friedrich Blumenbach (1752-1840) à Göttingen puis de Friedrich Tiedemann (1781-1861) à Heidelberg. Coenraad Jacob Temminck (1778-1858), directeur du muséum d'histoire naturelle de Leyde, le nomme conservateur en 1821.
Peu après son arrivée à Leyde, il commence à écrire Erpétologie de Java sur la base des spécimens collectés par Carl Reinwardt 1773-1854), Heinrich Kuhl (1797-1821) et Johan Coenraad van Hasselt (1797-1823), membres de la Natuurkundige Commissie van Nederlandsch Indie (Commission d'histoire naturelle des Indes néerlandaises).
Après la mort de Kuhl, Boie est pressenti pour le remplacer à Java. Peu après, c'est van Hasselt qui succombe à la rudesse du climat indonésien, lequel aura aussi raison de la santé de Boie, qui meurt en 1827.
Son Erpétologie est terminée lorsqu'il s'embarque pour l'Asie, mais sa mort prématurée l'empêche d'en assurer la publication. C'est son remplaçant au muséum de Leyde, Hermann Schlegel (1804-1884), qui en publie des extraits en 1826. Schlegel publie également quelques lettres de Boie dans lesquelles celui-ci décrit de nouvelles espèces. Son frère enfin, Friedrich Boie (1789-1870), assure la publication posthume de certains articles.